# Mallophora craverii
Mallophora craverii är en tvåvingeart som beskrevs av Luigi Bellardi 1861. Mallophora craverii ingår i släktet Mallophora och familjen rovflugor. Inga underarter finns listade i Catalogue of Life.